# Андерссон, Оке (футболист, 2007)
Брур Оке Андерссон (швед.  Bror Åke Andersson; род. 8 мая 2007, Linghem, Эстергётланд) — шведский футболист, полузащитник клуба «Норрчёпинг».

## Клубная карьера
Футболом начал заниматься в клубе «Лингхем». В 11 лет перешёл в «Стонгебру Юнайтед», откуда в 2023 году перебрался в юношескую команду «Норрчёпинга». Первую половину сезона 2024 года провёл на правах аренды в «Сюльвии». В её составе 27 апреля дебютировал во втором шведском дивизионе в игре с «Сюрианска». В то же время тренировался с основным составом «Норрчёпинга». 21 августа впервые сыграл за основной состав клуба в матче второго раунда кубка страны с «Питео». 29 сентября в гостевой встрече с «Хальмстадом» дебютировал в чемпионате Швеции, появившись на поле в конце встречи вместо Исака Сигюргейрссона.

## Карьера в сборной
Выступал за юношеские сборные Швеции различных возрастов.

## Личная жизнь
Мать и отец Оке также играли в футбол. Старшие братья Фред и Антон также профессиональные футболисты.

## Клубная статистика
| Выступление      | Выступление      | Выступление      | Лига | Лига | Кубки | Кубки | Конт. кубки | Конт. кубки | Итого | Итого |
| Клуб             | Лига             | Сезон            | Игры | Голы | Игры  | Голы  | Игры        | Голы        | Игры  | Голы  |
| ---------------- | ---------------- | ---------------- | ---- | ---- | ----- | ----- | ----------- | ----------- | ----- | ----- |
| Норрчёпинг       | Алльсвенскан     | 2024             | 2    | 0    | 1     | 0     | 0           | 0           | 3     | 0     |
| Норрчёпинг       | Итого            | Итого            | 2    | 0    | 1     | 0     | 0           | 0           | 3     | 0     |
| → Сюльвия        | Дивизион 2       | 2024             | 5    | 1    | 0     | 0     | 0           | 0           | 5     | 1     |
| → Сюльвия        | Итого            | Итого            | 5    | 1    | 0     | 0     | 0           | 0           | 5     | 1     |
| Всего за карьеру | Всего за карьеру | Всего за карьеру | 7    | 1    | 1     | 0     | 0           | 0           | 8     | 1     |